# 東響コーラス
東響コーラス（とうきょうコーラス）は、東京交響楽団専属の日本のアマチュア合唱団。「東京交響楽団と一体の演奏をし、より質の高い合唱付きオーケストラ曲のコンサートを提供する」ことを目的としている。

## 概要
合唱や声楽の付いた作品を演奏するために、専属の合唱団の必要性を感じていた当時の楽団長金山茂人が1987年9月11日に創設した。
秋山和慶の提言を受け、入団の際のオーディション、さらには公演ごとに出演者を決めるオーディションが行われる。東京交響楽団の定期公演や、年末の第九演奏会、依頼演奏会などで演奏をしている。
団員はほとんどの演奏会で暗譜で演奏する。また公演曲ごとに、その言語を得意とする合唱指導者が指導を行うシステムとなっている。
2011年12月に『猛烈宇宙交響曲・第七楽章「無限の愛」』また2014年3月には『Neo STARGATE』などでももいろクローバーZのライブにコーラスとして参加した。
2017年には英文紙ジャパン・タイムズに特集記事が掲載された。
2020年4月には、2019年度第32回ミュージック・ペンクラブ音楽賞を、クラシック分野の室内楽・合唱部門で、オペラ・オーケストラ部門でのジョナサン・ノット指揮/東京交響楽団とともに受賞した。

## 主な公演内容（第九を除く）
1988年
- マーラー：交響曲第2番「復活」指揮＝ヘリベルト・バイセル、合唱指揮＝堀俊輔、共演＝佐藤しのぶ, 伊原直子
- ヴェルディ：レクイエム　指揮＝飯守泰次郎、合唱指揮＝堀俊輔、共演＝片岡啓子, 西明美, 田口興輔, 多田羅迪夫

1989年
- ブラームス：ドイツ・レクイエム 指揮＝ジークフリート・ケーラー、合唱指揮＝堀俊輔、共演＝佐藤しのぶ、木村俊光
- ブラームス：アルト・ラプソディ 指揮＝ジークフリート・ケーラー、合唱指揮＝堀俊輔 、共演＝伊原直子　（東響コーラスは男声合唱のみ）
- ショスタコーヴィチ：オラトリオ｢森の歌｣　指揮＝小泉和裕、合唱指揮＝堀俊輔、共演＝林誠、岡村喬生、東京少年少女合唱隊

1990年
- マーラー：交響曲第8番「千人の交響曲」　指揮＝クリストフ･エッシェンバッハ、合唱指揮＝堀俊輔、共演＝佐藤しのぶ、三縄みどり、塩田美奈子、永井和子、伊原直子、川上洋司、木村俊光、高橋啓三、東響マーラー千人コーラス、東京荒川少年少女合唱隊（東響マーラー千人コーラスは千人の交響曲を歌うためだけに東京交響楽団によって組織されたアマチュアコーラス）
- ホルスト：組曲｢惑星｣ 作品32　指揮＝大友直人、合唱指揮＝堀俊輔（女声合唱のみ）
- シェーンベルク：グレの歌　指揮＝秋山和慶、合唱指揮＝堀俊輔、共演＝大阪フィルハーモニー交響楽団、ガリー・バッハルンド、ルース・ファルコン、タティアーナ ・トロヤノス、大島幾雄、黒田晋也、池田直樹

1991年
- ブルックナー：テ･デウム ハ長調　指揮＝朝比奈隆、合唱指揮＝堀俊輔、共演＝古嵜靖子、郡愛子、川上洋司、多田羅迪夫
- モーツァルト：ミサ曲 ハ短調 KV427（大ミサ曲）　オーケストラ＝モーストリーモーツァルト祝祭管弦楽団　指揮＝ジェラード・シュワルツ、合唱指揮＝堀俊輔、共演＝ヘイ＝キョン・ホ、ジェイン・ブネル（フレデリカ・フォン・シュターデから変更）、市原多朗、木村俊光（Bunkamura主催公演　モーストリーモーツァルトフェスティバル１９９１）
- 神津善行：讃歌　指揮＝黒岩英臣、合唱指揮＝堀俊輔、共演＝東京インターナショナルオーケストラ（第41回世界卓球選手権大会閉会式）

1992年
- ヴェルディ：レクイエム　指揮＝小林研一郎、合唱指揮＝堀俊輔、共演＝佐藤しのぶ、西明美、ドナルド・リターカー、ロベルト・スカンディウッツィ
- アイヴズ：交響曲第4番　指揮＝秋山和慶、合唱指揮＝河原哲也、共演＝藤井一興
- ブリテン：戦争レクイエム　指揮＝秋山和慶、合唱指揮＝堀俊輔、共演＝大倉由紀枝、カーティス ・レイヤム、福島明也、東京少年少女合唱隊
- ヴェルディ：歌劇「アイーダ」「椿姫」「ナブッコ」より、J.シュトラウス：「こうもり」より、ワーグナー：「タンホイザー」「ニュルンベルクのマイスタージンガー」より　指揮＝秋山和慶、合唱指揮＝河原哲也、共演＝釜洞祐子、澤畑恵美、緑川まり、山口道子、大橋ゆり、佐野成宏、テオ・アダム

1993年
- ベートーヴェン：ミサ･ソレムニス ニ長調 作品123　指揮＝飯守泰次郎、合唱指揮＝片野秀俊、共演＝佐藤しのぶ、永井和子、川上洋司、ジークフリート・フォーゲル
- アンドリュー･ロイド=ウェッバー：レクイエム　指揮＝大友直人、合唱指揮＝佐野正一、共演＝澤畑恵美、カーティス・レイヤム、東京少年少女合唱隊

1994年
- シェーンベルク：歌劇 「モーゼとアロン」 全3幕 （演奏会形式、邦人による日本初演）　指揮＝秋山和慶、合唱指揮＝時任康文、共演＝大友直人(副指揮)、ジークフリート・フォーゲル、ライナー・ゴールドベルク、谷  茂樹、佐藤しのぶ、木村俊光、郡  愛子、田中誠、小林彰英、末吉利行、黒田  博、加賀清孝、三縄みどり、大橋ゆり、小川明子、峰  茂樹、東京混声合唱団（合唱指揮＝樋本英一）、東京放送児童合唱団（合唱指揮＝古橋冨士雄）、演出＝実相寺昭雄、舞台美術＝朝倉  攝、照明＝吉井澄雄、舞台監督＝小栗哲也、監修＝木村俊光
- ショスタコーヴィチ：交響曲第13番変ロ短調作品113「バービー・ヤル」　指揮＝井上道義、合唱指揮＝堀 俊輔、共演＝セルゲイ・アレクサーシキン、男声合唱＝東響コーラス、東響バービー・ヤルコーラス（この曲のためだけに募集した合唱団）、成城合唱団、稲門グリー・クラブ、東京リーダーターフェル1925
- フォーレ：レクイエム作品48　指揮＝大友直人、合唱指揮＝佐野正一、共演＝澤畑恵美、三原剛、井上圭子
- ブラームス：ドイツレクイエム作品45　指揮＝ヨアフ・タルミ、合唱指揮＝時任康文、共演＝塩田美奈子、宮原昭吾
- エルガー/南  安雄：「威風堂々」より＜第1番＞井上頌一  作詞「歌え、いま賑わしきとき」　指揮＝井上道義、合唱指揮＝時任康文、共演＝二期会合唱団/藤原歌劇団合唱部（合唱指揮＝及川  貢）、オルガン＝ブライアン・アシュレー　（サントリーホール８周年記念ガラコンサート）
- ビゼー：歌劇｢カルメン｣演奏会形式ハイライト(舞踊付)　指揮＝秋山和慶、副指揮・合唱指揮＝河原哲也、共演＝秋葉京子、川上洋司、小濱妙美、牧野正人、長野芳也、森麻季、斉藤紀子、柴山昌宣、市川和彦、スペイン舞踊＝小島章司／小島章司フラメンコ舞踊団、演出＝平尾力哉、語り＝石井隆夫、振付＝小島章司、舞台監督＝小栗哲也

1995年
- マーラー：交響曲 第2番 ハ短調 ｢復活｣　指揮＝ヘリベルト･バイセル、合唱指揮＝三澤洋史、共演＝佐藤しのぶ、バーバラ・ボルネマン（3月24日  府中の森芸塾劇場どりーむホール、3月25日  サントリーホール）
- マーラー：交響曲 第2番 ハ短調 ｢復活｣　指揮＝ヘリベルト･バイセル、合唱指揮＝三澤洋史、共演＝佐藤しのぶ、バーバラ・ボルネマン　合唱＝川口市民マーラーを歌う会／東響コーラス（3月26日　川口リリア・メインホール　マーラー《復活》リリア特別演奏会）
- ヴェルディ：レクイエム　指揮＝グスタフ･クーン、合唱指揮＝時任康文、共演＝小濱妙美、マリアーナ・ペンチェーヴァ、アントネッロ・パロンビ、レナート・ブルゾン
- ウェーベルン：カンタータ 第2番 作品31　指揮＝秋山和慶、合唱指揮＝時任康文、共演＝岡坊久美子、谷茂樹
- ドニゼッティ：歌劇「連隊の娘」より「友よ、なんと素晴らしい日」　指揮＝マルコ・ボエーミ、オーケストラ：東京シティ・フィルハーモニック管弦楽団、共演＝ジュゼッペ・サッバティーニ、サントリーホール グスタフ・クーン オペラ・アカデミー有志
- ヴェルディ：レクイエム　指揮＝秋山和慶、合唱指揮＝時任康文、共演＝シャロン・スウィート、郡愛子、五郎部俊朗、ポール・プリシュカ、宗教音楽研究会合唱団（合唱指揮＝伊佐地邦治）
- ヴェルディ（南  安雄  編曲）：歌劇《椿姫》より〈乾杯の歌〉、「あの日、この歌メドレー」花の街～夏の思い出～ちいさい秋みつけた～雪の降る街を、ワーグナー：歌劇《タンホイザー》より〈入場の行進曲「歌の殿堂をたたえよう〉、ヴェルディ：歌劇《ナブッコ》より〈行け  わが思いよ、金色の翼に乗って〉指揮＝秋山和慶、合唱指揮＝時任康文、共演＝菅  英三子、市原多朗、司会＝後藤美代子、構成＝井上頌一、演出＝渡壁  輝（8月20日サントリーホール　サマーコンサート　われらが半世紀～戦後はこうして始まった～）

1996年
- ワーグナー：タンホイザーより大行進曲、ショスタコーヴィチ：「森のうた」より第５楽章（アンコール曲）　指揮＝秋山和慶、合唱指揮＝時任康文
- モーツァルト：レクイエム KV626　指揮＝秋山和慶、合唱指揮＝時任康文、共演＝菅英三子、白土理香、田中誠、三原剛
- ヴェルディ：歌劇｢マクベス｣｢シモン･ボッカネグラ｣｢2人のフォスカリ｣｢エルナーニ｣より　指揮＝マルコ･ボエーミ、合唱指揮＝加納明洋、共演＝レナート・ブルソン、ダニエラ・ロンギ、ジャンルーカ・フローリス、アンドレア・ジルヴェストゥレッリ
- マーラー：交響曲 第8番 変ホ長調 ｢千人の交響曲｣　指揮＝若杉 弘、合唱指揮＝三澤洋史、共演＝佐藤しのぶ、塩田美奈子、大倉由紀枝、伊原直子、西明美、福井敬、大島幾雄、高橋啓三、東京放送児童合唱団
- シベリウス：クレルヴォ交響曲　指揮＝大友直人、合唱指揮＝八尋和美、共演＝三縄みどり、牧野正人
- ヴェルディ：ナブッコ、乾杯の歌、エルガー：威風堂々　指揮＝秋山和慶、合唱指揮＝及川 貢
- ワーグナー：タンホイザー、マイスタージンガーより　指揮＝秋山和慶、合唱指揮＝飯森範親、共演＝エヴァーマリア・ブンドシュー、岡坊久美子、ライナー・ゴールドベルク、ヴォルフガング・ブレンデル、宇野徹哉

1997年
- J.S.バッハ：ミサ曲 ロ短調 BWV232　指揮＝秋山和慶、合唱指揮＝三澤洋史、共演＝釜洞祐子、大橋ゆり、伊原直子、吉田浩之、小松英典
- ホルスト：組曲｢惑星｣ 作品32　指揮＝大友直人、合唱指揮＝加納明洋
- ドニゼッティ：歌劇「ランメルモールのルチア」第２幕最終場より、ヴェルディ：歌劇「リゴレット」第２幕第１場より、オッフェンバック：歌劇「ホフマン物語」プロローグより　指揮＝マルコ・ボエーミ、共演＝ジュゼッペ・サッバティーニ、家田紀子、杉野正隆、今尾滋、櫻田亮
- シェーンベルク：無伴奏混声合唱のための｢地には平和｣ 作品13、オラトリオ｢ヤコブの梯子｣（日本初演）　指揮＝秋山和慶、合唱指揮＝三澤洋史、共演＝ジークフリート・ロレンツ、田中誠、吉田伸昭、宇野徹哉、三原剛、福井敬、永井和子、番場ちひろ、澤畑恵美
- ヤナーチェク：歌劇｢利口な女狐の物語｣ 全3幕 (原語による日本初演)　指揮＝秋山和慶、合唱指揮＝三澤洋史、共演＝イトカ・ソベハルトヴァー、ルデク・ヴェレ、パヴラ・アウニツカー、イジー・ツェー、イジー・カレン ドフスキー、イジー・クビーク
- デュリュフレ：レクイエム 作品9　指揮＝秋山和慶、合唱指揮＝大谷研二、共演＝坂本朱、北村哲郎、東京少年少女合唱隊

1998年
- ベルリオーズ：死者のための大ミサ曲｢レクイエム｣ 作品5　指揮＝秋山和慶、合唱指揮＝三澤洋史、共演＝市原多朗
- マーラー：嘆きの歌 (3部形式、オリジナル版)　指揮＝秋山和慶、合唱指揮＝堀 俊輔、共演＝佐藤しのぶ、秋葉京子、五郎部俊朗、三原剛
- J.マクミラン：十字架上のキリストの最後の7つの言葉～合唱と弦楽オーケストラのためのカンタータ（日本初演）　指揮＝大友直人、合唱指揮＝三澤洋史、共演＝佐々木典子、水口聡、藤田美奈子、岡田綾子、堪山貴子、三宮美穂、岡本泰寛、倉石真、浦野智行、成田眞
- 三枝成彰：レクイエム～曾野綾子のリブレットによる（初演）　指揮＝大友直人、合唱指揮＝三澤洋史、共演＝佐々木典子、水口聡

1999年
- ヴェルディ：レクイエム　指揮＝飯森範親、合唱指揮＝三澤洋史、共演＝佐藤しのぶ、井戸靖子、川上洋司、牧野正人
- 三枝成彰：レクイエム～曾野綾子のリブレットによる　指揮＝大友直人、合唱指揮＝田中信昭、共演＝崔岩光、佐藤美枝子、吉田浩之
- ヴォーン=ウィリアムズ：ドナ･ノービス･パーチェム　指揮＝大友直人、合唱指揮＝三澤洋史、共演＝三縄みどり
- モーツァルト：レクイエム KV626　指揮＝ユベール･スダーン、合唱指揮＝樋本英一、共演＝佐藤しのぶ、坂本朱、福井敬、大島幾雄
- シェーンベルク：グレの歌　指揮＝秋山和慶、合唱指揮＝大谷研二、共演＝森川栄子、竹本節子、田中誠、経種廉彦、谷茂樹
- プーランク：グローリア　指揮＝秋山和慶、合唱指揮＝三澤洋史、共演＝平松英子
- J.シュトラウス：『こうもり』より美しく青きドナウ ほか　指揮＝秋山和慶、合唱指揮＝三澤洋史、共演＝高橋薫子、水口聡
- ベートーヴェン：静かな海と楽しい航海　指揮＝秋山和慶、合唱指揮＝三澤洋史

2000年
- マーラー：交響曲 第3番 ニ短調　指揮・合唱指揮＝飯森範親、共演＝マルタ・ベニャチコヴァ、横須賀芸術劇場合唱団少年少女合唱隊
- ウォルトン：オラトリオ「ベルシャザールの饗宴」　指揮＝大友直人、合唱指揮＝樋本英一、共演＝勝部太
- ベートーヴェン：ミサ･ソレムニス 作品123　指揮＝飯森範親、宇野徹哉、共演＝佐藤しのぶ、永井和子、錦織健、李暁良(リー・シャオリャン)
- ヤナーチェク：歌劇｢カーチャ･カヴァノバー｣(演奏会形式、原語による日本初演)　指揮＝秋山和慶、合唱指揮＝樋本英一、共演＝アンダ・ルイゼ・ボグザ、ペトル・ス トルナッド、ヤン・イェジェク、アレシュ・ブリツェイン、エヴァ・ガラヨヴァー、イヴォナ・シュクヴァロヴァー、長谷川顕、大久保光哉、戸邊祐子、押見朋子

2001年
- J.S.バッハ：マタイ受難曲 BWV244　指揮＝若杉 弘、合唱指揮＝三澤洋史、共演＝マルクス・ブルッチャー、大島幾雄、菅英三子、手嶋眞佐子、望月哲也、多田羅迪夫
- マーラー：交響曲 第2番 ハ短調 ｢復活｣　指揮＝大友直人、合唱指揮＝田中信昭、共演＝森麻季、竹本節子
- ヴェルディ：レクイエム　指揮＝ダニエル･オーレン、合唱指揮＝樋本英一、共演＝フィオレンツァ・チェドリンス、マリアンネ・コルネッティ、ニール・シコフ、フェルッチョ・フルラネット、サントリーホール・オペラ・アカデミー
- ホルスト：組曲｢惑星｣ (冥王星／コリン･マシューズ作)　指揮＝大友直人、合唱指揮＝宇野徹哉
- オルフ：世俗カンタータ｢カルミナ･ブラーナ｣　指揮＝井上道義、合唱指揮＝樋本英一、共演＝半田美知子、篠崎義昭、大島幾雄、東京少年少女合唱隊
- ストラヴィンスキー：カンタータ｢結婚｣（門えりお訳による）　指揮＝秋山和慶、合唱指揮＝樋本英一、共演＝森川栄子、手嶋眞佐子、高野二郎、黒田博
- マーラー：交響曲 第8番 ｢千人の交響曲｣　指揮＝ジャナンドレア･ノセダ、合唱指揮＝樋本英一、共演＝佐藤しのぶ、家田紀子、森麻季、坂本朱、栗林朋子、エフゲニー･アキーモフ、フェドール･モジャエフ、妻屋秀和、にいがた東響コーラス

2002年
- エルガー：オラトリオ ｢神の国｣ 作品51　指揮＝大友直人、合唱指揮＝辻 裕久、共演＝佐藤しのぶ、永井和子、福井敬、福島明也
- ベートーヴェン：ミサ･ソレムニス　指揮＝秋山和慶、合唱指揮＝樋本英一、共演＝澤畑恵美、竹本節子、福井敬、長谷川顕
- フォーレ：レクイエム 作品48　指揮＝大友直人、合唱指揮＝宇野徹哉、共演＝森麻季、田中勉
- ヘンデル：｢メサイア｣より “ハレルヤ”　指揮＝大友直人、合唱指揮＝三澤洋史、共演＝半田美和子、高野二郎ほか

2003年
- ハイドン：オラトリオ｢四季｣　指揮＝大友直人、合唱指揮＝宇野徹哉、共演＝平松英子、福井敬、戸山俊樹
- モーツァルト：歌劇「魔笛」K.620からハイライト（演奏会形式）、レクイエム KV626　指揮＝飯森範親、合唱指揮＝宇野徹哉、共演＝高橋薫子、東中千佳、田中友輝子、錦織健、井原秀人、黒木純
- マーラー：交響曲 第2番 ｢復活｣　指揮＝井上道義、合唱指揮＝郡司 博、共演＝佐藤しのぶ、エルザ・モールス
- ヤナーチェク：歌劇 ｢死者の家から｣ 全3幕（原語による日本初演）　指揮＝秋山和慶、合唱指揮＝アントニーン･キューネル、共演＝リハル ト・ハーン、イヴァナ・シャコヴァー、シモン・ショモライ、アレシュ・ブリスツェイン、ゾルターン・コルダ、イジー・クビーク、伊達英二、松永国和、羽山晃生、大久保光哉、塩入功司、鹿野由之、畠山茂、安井陽子

2004年
- エルガー：オラトリオ｢使徒たち｣ 作品49　指揮＝大友直人、合唱指揮＝辻 裕久、共演＝大倉由紀枝、キャサリ ン・ウィン＝ロジャーズ、福井敬、福島明也、大久保光哉、鹿野由之
- マーラー：交響曲 第8番 ｢千人の交響曲｣　指揮＝秋山和慶、合唱団6団体統括指揮＝堀 俊輔、合唱指揮＝郡司 博、宇野徹哉、共演＝佐藤しのぶ、緑川まり、大倉由紀枝、天羽明惠、森麻季、寺谷千枝子、菅有実子、若林勉、錦織健、田中誠、大島幾雄、松居直美、共演合唱団＝川崎市合唱連盟、昭和音楽大学、洗足学園音楽大学　児童合唱＝ゆりがおか児童合唱団、東京少年少女合唱隊
- ホルスト：組曲｢惑星｣、ロッシーニ：セビリアの理髪師より　指揮＝飯森範親、合唱指揮＝宇野徹哉
- ブラームス：ドイツ･レクイエム 作品45　指揮＝大友直人、合唱指揮＝栗山文昭、共演＝菅英三子、甲斐栄次郎
- マーラー：交響曲 第2番 ｢復活｣から第5楽章の終結部　指揮＝大友直人、合唱指揮＝三澤洋史、共演＝半田美和子、永井和子

2005年
- エルガー：オラトリオ｢ゲロンティアスの夢｣ 作品38　指揮＝大友直人、合唱指揮＝辻 裕久、共演＝マーク・ワイルド、手嶋眞佐子、三原剛
- ブラームス：ドイツ･レクイエム 作品45　指揮・合唱指揮＝三澤洋史、共演＝釜洞祐子、河野克典
- プッチーニ(ベリオ補作版)：｢トゥーランドット｣ 全3幕 演奏会形式　指揮＝ユベール・スダーン、合唱指揮＝及川 貢、共演＝ルチア・マッツァリア（トゥーランドッ ト）ほか
- オルフ：世俗カンタータ ｢カルミナ･ブラーナ｣　指揮＝飯森範親、合唱指揮＝宇野徹哉、共演＝高橋薫子、高橋淳、成田博之、よこすか芸術劇場合唱団少年少女合唱隊
- ホルスト：組曲 ｢惑星｣　指揮＝ラモン･ガンバ、合唱指揮＝大谷研二
- エルガー：威風堂々　指揮＝井上道義
- ボロディン：歌劇『イーゴリ公』より｢だったん人の踊り｣　指揮＝大友直人、合唱指揮＝大谷研二
- ヘンデル：オラトリオ 「メサイア」より　指揮＝大友直人、合唱指揮＝辻 裕久、共演＝森麻季、竹本節子、マルクス・ブルッチャー、黒木純

2006年
- ヴォーン=ウィリアムズ：交響曲 第7番「南極交響曲」　指揮＝大友直人、合唱指揮＝辻 裕久、共演＝諸井サチヨ
- シェーンベルク：グレの歌　指揮＝大友直人、合唱指揮＝三澤洋史、共演＝京都市交響楽団、トーマス・ステュードベイガー、グィネス・アン・ジェファーズ、坂本朱、長谷川顕、吉田浩之
- マーラー：交響曲 第2番 ハ短調 ｢復活｣　指揮・合唱指揮＝飯森範親、共演＝カトリオーナ・スミス、ヘレン・ラナーダ
- ヴェルディ：歌劇『椿姫』から 乾杯の歌　指揮＝ニコラ･ルイゾッティ、共演＝ヴィンチェンツォ・ラ・スコーラ、ジュゼッペ・サッバティーニ、ニール・シコフ
- ボロディン：歌劇『イーゴリ公』より だったん人の踊り　指揮＝大友直人、合唱指揮＝大谷研二
- デュリュフレ：レクイエム 作品9 (オルガン付)　指揮・合唱指揮＝堀 俊輔、共演＝鈴木雅明、加納悦子、三原剛、NHK東京児童合唱団
- ヤナーチェク：歌劇「マクロプロスの秘め事」（セミ･ステージ形式、チェコ語上演 全3幕、原語による日本初演）　指揮・合唱指揮＝飯森範親、共演＝イヴォナ・シュクヴァロヴァー、ヤロミール・ノヴォトニー、イジー ・クビーク、経種廉彦、伊達英二、ヤン・フラデｨーク、ズデニェク・シュムカージ、モニカ・ブリフトヴァァー、押見朋子、志村文彦

2007年
- ヴェルディ：レクイエム　指揮＝西本智実、合唱指揮＝山神健志、共演＝管英三子、林美智子、吉田浩之、宮本益光
- ヴェルディ：アイーダより凱旋の合唱　指揮＝大友直人、合唱指揮＝山神健志
- モーツァルト：レクイエム　指揮＝秋山和慶、合唱指揮＝大谷研二、共演＝野田ヒロ子、小川明子、錦織健、三原剛

2008年
- ホルスト：組曲「惑星」 作品32　指揮＝秋山和慶、合唱指揮＝辻 裕久

- ウィリアムズ：海の交響曲　指揮＝大友直人、合唱指揮＝辻 裕久、共演＝サリー・ハリソン、オーエン・ジルフーリー
- モーツァルト：ミサ曲 ハ短調 KV427　指揮＝ユベール・スダーン　合唱指揮＝大谷研二、松原千振、共演＝森麻季、谷口睦美、福井敬、久保和範
- マーラー：交響曲第2番「復活」 指揮＝金聖響、合唱指揮＝宇野徹哉、共演＝澤畑恵美、竹本節子
- ジョン・アダムズ：フラワリング・ツリー 花咲く木（日本初演）指揮＝大友直人、合唱指揮＝有村祐輔、共演＝ジェシカ・リヴェラ、ラッセル・トーマス、ジョナサン・レマル
- エルガー（南安雄編曲）：行進曲「威風堂々」 第1番　指揮＝井上道義
- J.シュトラウス：喜歌劇『こうもり』より、オッフェンバック「ホフマン物語」より　指揮＝ラルフ･ヴァイケルト、合唱指揮＝山神健志、共演＝大隅千佳子、天羽明恵、森山京子、土崎譲、与那城敬

2009年
- J.S.バッハ：カンタータ140番　指揮・合唱指揮＝グレブ・ニキティン、ソロ＝成澤道子、五十嵐建平、山之内達也（MUZAニューイヤーコンサート2009）

- マーラー：交響曲第2番「復活」 指揮＝西本智実、合唱指揮＝三澤洋史、共演＝澤畑恵美、伊原直子
- シューベルト：付随音楽「キプロスの女王ロザムンデ」指揮＝ユベール・スダーン、合唱指揮＝三澤洋史、共演＝谷口睦美
- ブラームス：ドイツ・レクイエム 指揮＝ユベール・スダーン、合唱指揮＝大谷研二、共演＝管英三子、甲斐栄次郎
- 服部隆之：TBS日曜劇場「華麗なる一族」からメイン･テーマ（原典版）　指揮＝大友直人、合唱指揮＝山神健志
- ヴェルディ：レクイエムより “怒りの日”、ナブッコより “行け、わが想いよ、黄金の翼に乗って”、椿姫より “乾杯の歌”　 指揮＝大友直人、合唱指揮＝山神健志、共演＝成田勝美、木下美穂子
- マーラー：交響曲 第8番 「千人の交響曲」　指揮＝飯森範親、合唱指揮＝安藤常光、共演＝澤畑恵美、腰越満美、中村恵理、小山由美、谷口睦美、福井敬、久保和範、久保田真澄、東京少年少女合唱隊・ゆりがおか児童合唱団、横須賀芸術劇場少年少女合唱団
- シベリウス：劇音楽「テンペスト」作品109 フィンランディア 指揮＝大友直人、合唱指揮＝松原千振、共演＝ヘレナ・ユントゥネン、ティーナ＝マイヤ・コスケラ、ニアル・コレル、ペッテリ・サロマ、大塚博章
- ヤナーチェク：オペラ「ブロウチェク氏の旅行」（日本初演）　指揮＝飯森範親、合唱指揮＝大井剛史、共演＝ヤン・ヴァツィーク、ヤロミール・ノヴォトニー、マリア・ハーン、ロマン・ヴォツェル、ズデネェク・プレフ、イジー・クビーク、高橋淳、羽山晃生、鵜木絵里、押見朋子
- 2001年9月のトルコ公演（第九）に続き、2009年11月には台湾公演（ピアノ伴奏およびア・カペラによる合唱のみ）を行った。　　　　　　　　　　　　　　　　　　　　　　　　　　　　　　　　　　　[台湾公演]・《林 光：混声合唱による日本抒情歌曲集》より「かやの木山の」「この道」「待ちぼうけ」「からたちの花」「中国地方の子守唄」「箱根八里」「お菓子と娘」「カチューシャの唄」「荒城の月」「浜辺の歌」、《源田俊一郎 編曲：混声合唱のための唱歌メドレー ふるさとの四季》より「故郷」「春の小川」「朧月夜」「鯉のぼり」「茶摘」「夏は来ぬ」「われは海の子」「村祭」「紅葉」「冬景色」「雪」、《間宮芳生：合唱のための12のインヴェンション　日本民謡による》より「知覧節」「米搗唄」「天満の市は」「田の草取り唄」「おぼこ祝い唄」、《台湾の曲「四季紅」》指揮＝安藤常光、ピアノ＝朴 令鈴　（11月6日　台湾　台北市　国立中正文化中心にて「日本歌謡之夜　環島之旅」演奏会）

2010年
- オルフ：世俗カンタータ「カルミナ･ブラーナ」　指揮＝飯森範親、合唱指揮＝安藤常光、共演＝吉原圭子、高橋淳、高田智宏、横須賀芸術劇場少年少女合唱団
- ヴェルディ：レクイエム 指揮＝西本智実、合唱指揮＝山神健志、共演＝澤畑恵美、竹本節子、福井敬、成田博之
- メンデルスゾーン：真夏の夜の夢 指揮＝ユベール・スダーン、合唱指揮＝大谷研二、共演＝前川依子、松浦麗
- ブルックナー：テ・デウム 指揮＝ユベール・スダーン、合唱指揮＝安藤常光、共演＝澤畑恵美、小川朋子、高橋　淳、久保和範
- エルガー：生命の光（日本初演）指揮＝大友直人、合唱指揮＝辻裕久、共演=小林沙羅、永井和子、クリストファー・ジレット、クエンティン・ヘイズ

2011年
- 2011年3月26日、ベルリオーズの「テ・デウム」がサントリーホールで演奏される予定であったが、3月11日の東日本大震災とその後の原発事故の影響で指揮者のユベール・スダーンが来日できず、急遽プログラムをモーツアルトのレクイエムに変更し、小林研一郎の指揮で第１曲から第７曲「ラクリモーザ」までが演奏された。指揮＝小林研一郎、合唱指揮＝樋本英一、共演＝森 麻季、竹本節子、福井 敬、三原 剛
- モーツアルト：レクイエム　KV626　指揮＝ユベール・スダーン、合唱指揮＝安藤常光、共演＝三宅理恵、中島郁子、経種廉彦、久保和範
- 椿姫より「乾杯の歌」、アイーダより「エジプトとイージスの神に栄光あれ」、「凱旋行進曲」　指揮＝沼尻竜典、合唱指揮＝山神健志、共演＝安藤赴美子、山田精一、二期会合唱団、藤原歌劇団合唱部
- フォーレ：レクイエム　指揮＝大友直人、合唱指揮＝辻 裕久、共演＝森麻季、青山貴
- フォーレ：レクイエム　指揮＝ユベール・スダーン、合唱指揮＝武田正雄、共演＝森麻季、青山貴
- ももいろクローバーZ：ももいろクリスマス　合唱指揮＝大貫浩史

2012年
- モーツアルト：戴冠ミサ　指揮＝飯森範親　合唱指揮＝武田正雄、共演＝吉原圭子、富岡明子、児玉和弘、与那城敬
- リスト：ファウスト交響曲　指揮＝ユベール・スダーン　合唱指揮＝安藤常光、共演＝チャールズ・キム
- ラベル：ダフニスとクロエ　指揮＝飯森範親　合唱指揮＝武田正雄
- ウォルトン：ベルシャザールの饗宴、指揮＝尾高忠明、合唱指揮＝辻裕久、共演＝ローマン・トレーケル

2013年
- 千住明：万葉集　指揮＝大友直人、合唱指揮＝足立さつき、共演＝小林沙羅、谷口睦美、吉田浩之、福島明也
- モーツァルト：レクイエム (Levin版)　指揮＝高関 健、合唱指揮＝武田正雄、共演＝森 麻季、菅 有実子、中鉢 聡、福島明也、東京都交響楽団（都民芸術フェスティバル2013　オーケストラ・シリーズ／東京都交響楽団　2013年3月14日　東京芸術劇場）
- マーラー：嘆きの歌　指揮＝秋山和慶、合唱指揮＝時任康文、共演＝小林沙羅、星川美保子、小川明子、富岡明子、青柳素晴、甲斐栄次郎
- ブルックナー：テ･デウム　指揮＝ユベール・スダーン、合唱指揮＝安藤常光、共演＝サビーナ･フォン･ヴァルター、白井光子、チャールズ･キム、パトリック･シンバー
- モーツァルト：レクイエム、戴冠ミサ　指揮＝ユベール・スダーン、合唱指揮＝安藤常光、共演＝サビーナ･フォン･ヴァルター、白井光子、チャールズ･キム、パトリック･シンバー
- マクミラン：十字架上のキリストの最後の7つの言葉 ～合唱とオーケストラのためのカンタータ　指揮＝大友直人、合唱指揮＝冨平恭平
- ホルスト：惑星　指揮＝大友直人、合唱指揮＝冨平恭平
- ブラームス：運命の歌、悲歌　指揮＝大友直人、合唱指揮＝角田綱亮

2014年
- オルフ：カルミナ・ブラーナ　指揮＝飯森範親、合唱指揮＝安藤常光、共演＝半田美和子、高橋淳、与那城敬、横須賀芸術劇場少年少女合唱団
- ももいろクローバーZ：ももクロ春の一大事2014　合唱指揮＝大貫浩史
- ベルリオーズ：テ･デウム　指揮＝ユベール・スダーン、合唱指揮＝安藤常光、共演＝与儀巧
- 伊福部昭：釈迦　指揮＝大植英次（井上道義から変更）、合唱指揮＝安藤常光
- ドニゼッティ：愛の妙薬より、プッチーニ：ラ･ボエーム抜粋、ワーグナー：アイーダより｢凱旋行進曲｣　指揮＝三ﾂ橋敬子、合唱指揮＝冨平恭平、共演＝馬原裕子、鹿野由之、東京少年少女合唱隊
- マーラー：交響曲 第8番 ｢千人の交響曲｣　指揮＝ジョナサン・ノット、合唱指揮＝冨平恭平、共演＝エリン･ウォール、メラニー･ディーナー、アニカ･ゲルハルズ、イヴォンヌ･ネーフ、ゲルヒルト･ロンベルガー、ニコライ･シューコフ、デトレフ･ロス、リアン･リ、東京少年少女合唱隊

2015年
- カンチェリ：STYX　指揮＝飯森範親、合唱指揮＝冨平恭平
- マーラー：交響曲 第2番 ｢復活｣　指揮＝秋山和慶、合唱指揮＝冨平恭平、共演＝天羽明恵、竹本節子
- マーラー：交響曲 第3番　指揮＝ジョナサン・ノット、合唱指揮＝冨平恭平、共演＝藤村実穂子、東京少年少女合唱隊
- オルフ：カルミナ･ブラーナ (吹奏楽版)　合唱指揮＝小林裕昭、共演＝法政第二高校
- ヴェルディ：椿姫より｢乾杯｣、エルガー：威風堂々 第1番　指揮＝藤岡幸夫

2016年
- フォーレ：レクイエム 作品48 1900年新アメル版、モーツァルト：レクイエムKV626　指揮＝飯森範親、合唱指揮＝安藤常光、共演＝森麻季、在原泉、与儀巧、甲斐栄次郎
- ブラームス：ドイツ・レクイエム 作品45、シェーンベルク：ワルシャワの生き残り 作品46　指揮＝ジョナサン・ノット、合唱指揮＝冨平恭平、共演＝チェン･レイス、クレシミル･ストラジャナッツ
- ベルリオーズ：劇的物語「ファウストの劫罰」 作品24　指揮＝ユベール・スダーン、合唱指揮＝安藤常光、共演＝マイケル･スパイアーズ、ミハイル･ペトレンコ、北川辰彦、ソフィー･コッシュ、東京少年少女合唱隊

2017年
- プロコフィエフ：アレクサンドル･ネフスキー　指揮＝飯森範親、合唱指揮＝冨平恭平、共演＝エレーナ･オコリシェヴァ
- ヴェルディ：オペラ「椿姫」「ナブッコ」「イル･トロヴァトーレ」「アイーダ」より　指揮（合唱指揮）＝宇野徹哉、共演＝古瀬安子、山口佳子
- グバイドゥーリナ：アッシジの聖フランチェスコによる「太陽の讃歌」 ～チェロ、室内合唱団と打楽器のための（日本初演）　指揮＝沼尻竜典、合唱指揮＝大谷研二、共演＝堤剛
- バカロフ：ミサ･タンゴ　指揮＝井上道義、合唱指揮＝福島章恭、共演＝池田香織、ガスパール・コロン、三浦一馬、新日本フィルハーモニー交響楽団（ラ・フォル・ジュルネ2017）
- マーラー：交響曲 第2番 「復活」　指揮＝ジョナサン・ノット、合唱指揮＝冨平恭平、共演＝天羽明恵、藤村実穂子
- 千住明：オペラ「滝の白糸」から 第3幕　指揮＝大友直人、合唱指揮＝安藤常光、共演＝中島彰子、鳥木弥生、高柳圭、北原留美、加藤太郎、寺田宗永、北島信也、大川博、小林啓倫、清水那由太、金子宏
- ストラヴィンスキー：詩篇交響曲　指揮＝アレクサンドル･ヴェデルニコフ、合唱指揮＝冨平恭平
- 信時潔：交声曲「海道東征」　指揮＝北原幸男、合唱指揮＝安藤常光、共演＝幸田浩子、盛田麻央、田村由貴絵、小原啓楼、原田圭

2018年
- モーツァルト：「エジプト王ターモス」のための3つの合唱と5つの幕間音楽K.345(336a)　指揮＝秋山和慶、合唱指揮＝冨平恭平、共演＝妻屋秀和、松原典子、松浦麗、児玉和弘、金子宏
- 大谷幸：「ワンダと巨像」より　指揮＝柴田真郁、合唱指揮＝大貫浩史
- バーンスタイン：ミサより　指揮＝井上道義、合唱指揮＝福島章恭
- エルガー：オラトリオ｢ゲロンティアスの夢｣ 作品38　指揮＝ジョナサン・ノット、合唱指揮＝冨平恭平、共演＝マクシミリアン･シュミット、サーシャ・クック、クリストファー・モルトマン
- 坂本英城：｢文豪とアルケミスト｣より　指揮＝柴田真郁、合唱指揮＝大貫浩史
- J.シュトラウスⅡ：『こうもり』第2幕より「歌え、踊れ!」、ヘンデル：『メサイア』より「ハレルヤ」、ラター：『マニフィカト』より「グロリア･パトリ」、エルガー：威風堂々 第1番（英語版）　指揮＝飯森範親、 合唱指揮＝辻 裕久、共演＝鷲尾麻衣

2019年
- ヴェルディ：レクイエム　指揮＝ロレンツォ･ヴィオッティ、合唱指揮＝安藤常光、共演＝森谷真理、清水華澄、福井敬、リアン・リ(ジョン・ハオ)
- モーツァルト：ドン･ジョヴァンニ （全幕日本語上演）　指揮＝井上道義、合唱指揮＝辻 博之、共演＝森山開次（演出･振付）、ヴィタリ･ユシュマノフ、デニス･ビシュニャ、藤井玲南、高橋絵理、金山京介、近藤圭、鷲尾麻衣、水戸大久
- ボロディン：『イーゴリ公』より「だったん人の踊り」、ムソルグスキー：『ソローチンツィの市』1880年版より「はげ山の一夜」、チャイコフスキー：大序曲「1812年」　指揮＝飯森範親、合唱指揮＝冨平恭平、共演＝ヴィタリ･ユシュマノフ、川崎市立坂戸小学校合唱団（児童合唱）
- リゲティ：レクイエム、タリス：スペム･イン･アリウム （40声のモテット）　指揮＝ジョナサン・ノット、合唱指揮＝冨平恭平
- ゲーム｢ドールズフロントライン｣より　指揮＝永峰大輔、合唱指揮＝辻 博之
- ベートーヴェン：カンタータ｢静かな海と楽しい航海｣作品112　指揮＝ライアン･ウィグルス、合唱指揮＝冨平恭平
- シェーンベルク：グレの歌　指揮＝ジョナサン・ノット、合唱指揮＝冨平恭平、共演＝トルステン・ケール、ドロテア・レシュマン、オッカ・フォン・デア・ダムラウ、アルベルト・ドーメン、ノルベルト・エルンスト、サー・トーマス・アレン
- 下村陽子作品 「宝塚メドレー」「テレビアニメメドレー」「FINAL FANTASY XVメドレー」「キングダムハーツ」「APOCALYPSIS NOCTIS」　指揮＝大井剛史、合唱指揮＝辻 博之
- チャイコフスキー：大序曲｢1812年｣、岡野貞一(宮川彬良編曲)：ふるさと　指揮＝飯森範親、合唱指揮＝冨平恭平

2020年
- 【公演中止】J.S.バッハ／メンデルスゾーン：マタイ受難曲　指揮＝鈴木優人、合唱指揮＝渡辺祐介、共演＝中山美紀、藤崎美苗、大井哲也、加藤宏隆、横須賀芸術劇場少年少女合唱団
- 【公演中止】ウォルトン：ベルシャザールの饗宴　指揮＝ジョナサン・ノット、合唱指揮＝冨平恭平、共演＝ニール・デイヴィス

2021年
- ヴォーン・ウィリアムズ：海の交響曲　指揮＝原田慶太楼、合唱指揮＝冨平恭平、共演＝小林沙羅、大西宇宙

2022年
- ウィリアム・ウォルトン：ベルシャザールの饗宴　指揮＝ジョナサン・ノット、合唱指揮＝冨平恭平、共演＝ジェームズ・アトキンソン
- フォーレ：パヴァーヌ op.50（合唱付き）、レクイエム op.48（1893年版/ラター校訂）、指揮＝藤岡幸夫、合唱指揮＝辻博之、共演＝砂川涼子、与那城敬

2023年
- コネッソン：Heiterkeit（合唱とオーケストラのためのカンタータ、日本初演）、シマノフスキ：スターバト・マーテル　指揮＝クシシュトフ・ウルバンスキ、合唱指揮＝冨平恭平、共演＝シモーナ・シャトゥロヴァ、ゲルヒルト・ロンベルガー、与那城敬
- メンデルスゾーン：交響曲第２番「讃歌」　指揮＝鈴木優人、合唱指揮＝辻博之、共演＝中江早希、澤江衣里、櫻田亮
- ヤナーチェク：グラゴル・ミサ　指揮＝ジョナサン・ノット、合唱指揮＝冨平恭平、共演＝カテジナ・クネジコヴァ、ステファニー・イラーニ、マグヌス・ヴィギリウス、ヤン・マルティニーク

2024年
- J.ウィリアムズ：映画「スター・ウォーズ」より、指揮＝太田 弦、合唱指揮＝高橋淳
- ペルト：主よ、平和を与えたまえ－混声合唱と管弦楽のための、プーランク：グローリア FP.177：指揮＝原田慶太楼、合唱指揮＝根本卓也、共演＝熊木夕茉
- デュリュフレ：レクイエム 作品9 (オルガン付)：指揮＝ジョナサン・ノット、合唱指揮＝福島章恭、共演＝中島郁子、青山貴

2025年
- ロッシーニ：スターバト・マーテル　指揮＝ミケーレ・マリオッティ、合唱指揮＝辻裕久、共演＝ハスミック・トロシャン、ダニエラ・バルチェッローナ、マキシム・ミロノフ、マルコ・ミミカ
- ブリテン：戦争レクイエム op.66　指揮＝ジョナサン・ノット、合唱指揮＝冨平恭平、児童合唱＝東京少年少女合唱隊、児童合唱指揮＝長谷川久恵、共演＝ガリーナ・チェプラコワ、ロバート・ルイス、マティアス・ウィンクラー

## ベートーヴェン：交響曲 第9番 ニ短調｢合唱付｣
1987年
- 指揮＝秋山和慶、大友直人、合唱指揮＝堀 俊輔、共演＝柳田孝子, 青山智英子, 五十嵐修, 山村民也

1988年
- 指揮＝秋山和慶、合唱指揮＝堀 俊輔、共演＝片岡啓子, 郡愛子, 五十嵐修, 池田直樹
- 指揮＝秋山和慶、合唱指揮＝堀 俊輔、共演＝斉田正子、永井和子、五十嵐修、池田直樹（12月28日　第10回、第11回 グローバル クラシック コンサート サントリーホール）

1989年
- 指揮＝秋山和慶、合唱指揮＝堀 俊輔、共演＝ヘルラン ・ガルドー、 三縄みどり、永井和子、市原多朗、ジーク フリート ・フォーゲル
- 指揮＝秋山和慶、合唱指揮＝堀 俊輔、共演＝ヘルラン ・ガルドー、 永井和子、川上洋司、ジーク フリート ・フォーゲル（12月29日　第1回 ヒューマンビーイング  コンサート　オーチャードホール）

1990年
- 指揮＝秋山和慶、合唱指揮＝堀 俊輔、共演＝片岡啓子、三浦和子、ドナルド ・リ ターカー、ヴォルフガング ・シェーネ
- 指揮＝小林研一郎、合唱指揮＝堀 俊輔、共演＝三縄みどり、郡愛子、伊達英二、福島明也 （12月17日 昭和女子大学人見記念講堂）
- 指揮＝ギュンター・アインハウス、合唱指揮＝堀 俊輔、共演＝三縄みどり、郡愛子、伊達英二、福島明也（東京芸術劇場 開場記念公演　12月11日）

1991年
- オーケストラ＝大阪フィルハーモニー交響楽団、指揮＝朝比奈隆、合唱指揮＝堀 俊輔、共演＝豊田喜代美、伊原直子、林誠、多田羅廸夫（大阪フィル第30回東京定期演奏会）

- 指揮＝秋山和慶、合唱指揮＝河原哲也、共演＝松本美和子、岩森美里、ドナルド ・リターカー、クラウディオ ・オテッリ
- 指揮＝秋山和慶、合唱指揮＝河原哲也、共演＝大倉由紀枝、伊原直子、川上洋司、多田羅辿夫

1992年
- 指揮＝秋山和慶、合唱指揮＝河原哲也、共演＝渡辺葉子、秋葉京子、レナート・グリマルディ、クラウディオ・オテッリ
- 指揮＝秋山和慶、合唱指揮＝河原哲也、共演＝佐藤しのぶ、郡 愛子、小林一男、小松英典
- 指揮＝秋山和慶、合唱指揮＝河原哲也、共演＝大島洋子、青山智英子、成田勝美、松本 進（Min-on 第九  12月11日  府中の森芸術劇場）
- 指揮＝秋山和慶、合唱指揮＝河原哲也、共演＝塩田美奈子、岩森美里、伊達英二、多田羅迪夫

1993年
- 指揮＝秋山和慶、合唱指揮＝河原哲也、共演＝塩田美奈子、郡 愛子、ノルベルト・オールト、ハルトムー・ヴェルカー

1994年
- 指揮＝ハンス･グラーフ、合唱指揮＝時任康文、共演＝佐藤しのぶ、永井和子、永沢三郎、直野 資
- 指揮＝秋山和慶、合唱指揮＝時任康文、共演＝林康子、永井和子、五郎部俊朗、直野 資（12月27日  所沢市民文化センターミューズアークホール）
- 指揮＝秋山和慶、合唱指揮＝時任康文、共演＝林康子、永井和子、永沢三郎、直野 資（12月28日  オーチャードホール、12月29日  サントリーホール）

1995年
- 指揮＝秋山和慶、合唱指揮＝時任康文、共演＝ヒブラ・ゲルズマーワ、郡愛子、福井敬、ジークフリート・フォーゲル

1996年
- オーケストラ＝フィラデルフィア管弦楽団、指揮＝ウォルフガング・サヴァリッシュ、共演＝ルーバ・オルゴナツォーヴァ、メアリー・アン・マコーミック、ヘルベルト・リッパート、ヤン・ヘンドリク・ロータリング、二期会合唱団（サントリーホール10周年記念公演：ウォルフガング・サヴァリッシュ（音楽監督）＆フィラデルフィア管弦楽団　ベートーヴェン・フェスティバル）

- 指揮＝秋山和慶、合唱指揮＝三澤洋史、共演＝横山恵子、坂本朱、市原多朗、セルゲイ・アレクサーシキン
- 指揮＝秋山和慶、大友直人、合唱指揮＝三澤洋史、共演＝佐藤しのぶ, 永井和子, 福井敬, 三原剛

1997年
- 指揮＝秋山和慶、合唱指揮＝三澤洋史、共演＝中村智子、郡愛子、ウーヴェ・ハイルマン、セルゲイ・アレクサーシキン
- 指揮＝大友直人、合唱指揮＝三澤洋史、共演＝佐藤しのぶ、重松みか、小林一男、三原剛

1998年
- 指揮＝秋山和慶、合唱指揮＝三澤洋史、共演＝ダクマール・シェレンベルガー、坂本朱、市原多朗、ルデク・ヴェレ
- 指揮＝大友直人、合唱指揮＝三澤洋史、共演＝菅有実子、星洋二、三原剛
- 指揮＝小泉和裕、合唱指揮＝三澤洋史、共演＝下原千恵子, 郡愛子, 五郎部俊郎, 牧野正人

1999年
- 指揮＝秋山和慶、合唱指揮＝三澤洋史、共演＝佐藤しのぶ、坂本朱、ウォルフガング･ミルグラン、アンドレアス･シャイプナー
- 指揮＝秋山和慶、合唱指揮＝三澤洋史、共演＝佐藤しのぶ、郡愛子、市原多朗、福島明也

2000年
- 指揮＝秋山和慶、合唱指揮＝樋本英一、共演＝セレーナ・ファルノッキア、重松みか、ウィリアム・ケンドール、ドナード・ディ・ステファノ
- 指揮＝大友直人、合唱指揮＝樋本英一、共演＝森麻季、栗林朋子、成田勝美、堀内康雄

2001年
・〔トルコ公演〕東京交響楽団創立５５周年記念事業トルコ公演の最終日２００１年９月１２日に「イスタンブール交響楽団・東京交響楽団トルコ大地震復興チャリティジョイント公演」として、イスタンブール市ルトゥフ・クルダル国際会議＆展示センターで開催された。
指揮＝秋山和慶　合唱指揮＝樋本英一（東響コーラス）　ソプラノ＝オヤ・アタイ　メゾ・ソプラノ＝イシュイン・ギュイヤー　テノール＝エロル・ウラス　バス＝スアト・アリカン　共演：イスタンブール国立交響楽団＆イスタンブール国立歌劇場合唱団　
（合同リハーサルが９月１１日にイスタンブール市アタチュルク・カルチャーセンターにおいて行われたが、練習中に「アメリカ同時多発テロ事件」が発生した。完売となっていた１２日の公演開催が危ぶまれたが、多くの催事が中止になる中、この公演は厳重な持ち物検査や警備を行なって開催された。）
- 指揮＝秋山和慶、合唱指揮＝樋本英一、共演＝エリザベート＝マリア･ヴァチュトカ、菅有実子、カルーディ・カルードフ、カート･リンク
- 指揮＝大友直人、合唱指揮＝樋本英一、共演＝サイ･イエングアン、栗林朋子、成田勝美、直野資

2002年
- 指揮＝秋山和慶、合唱指揮＝三澤洋史、共演＝アローナ・ボグダン、菅有実子、ジョン・健・ヌッツォ、ジム・インソン
- 指揮＝大友直人、合唱指揮＝三澤洋史、共演＝中嶋彰子、秋葉京子、福井敬、長谷川顯

2003年
- 指揮＝大友直人、合唱指揮＝三澤洋史、共演＝松田昌恵、与田朝子、辻 裕久、宇野徹哉（こども定期演奏会 第8回「声の彩り」 12月20日 サントリーホール 第4楽章のみ）
- 指揮＝大友直人、合唱指揮＝三澤洋史、共演＝ハスミク・パピアン、小山由美、ジョン・健・ヌッツォ、石野繁生
- 指揮＝秋山和慶、合唱指揮＝三澤洋史、共演＝ハスミク・パピアン、菅有実子、ジョン・健・ヌッツォ、ハンス・チャマー
- 指揮＝岩城宏之、合唱指揮＝関屋晋、共演＝釜洞祐子、坂本朱、小林一男、直野資、晋友会合唱団、東京シティ・フィルハーモニック管弦楽団 （ベートーヴェンは凄い 「全交響曲連続演奏会」）

2004年
- 指揮＝ユベール・スダーン、合唱指揮＝大谷研二、共演＝佐藤しのぶ、坂本 朱、福井 敬、アイン・アンゲル (9月23日 ミューザ川崎シンフォニーホール）

- 指揮＝ユベール・スダーン、合唱指揮＝大谷研二、共演＝佐藤しのぶ、坂本 朱、中鉢 聡、アイン・アンゲル (9月25日 サントリーホール）
- 指揮＝ユベール・スダーン、合唱指揮＝大谷研二、共演＝佐藤しのぶ、坂本 朱、中鉢 聡、直野 資 (10月3日 所沢市民文化センター）
- 指揮＝秋山和慶、合唱指揮＝三澤洋史、共演＝鈴木慶江、手嶋眞佐子、大間知覚、ケヴィン・ディアス
- 指揮＝飯森範親、合唱指揮＝三澤洋史、共演＝増田のり子、林美智子、大間知覚、黒木純
- 指揮＝大友直人、合唱指揮＝三澤洋史、共演＝森麻季、林美智子、佐野成宏、河野克典

2005年
- 指揮＝秋山和慶、合唱指揮＝三澤洋史、共演＝森麻季、林美智子、トーマス・スチュードベイガー、アイン・アンゲル
- 指揮＝大友直人、合唱指揮＝三澤洋史、共演＝蔵野蘭子、加納悦子、市原多朗、黒木純

2006年
- 指揮＝大友直人、合唱指揮＝田中信昭、共演＝森 麻季、竹本節子、福井 敬、青山 貴（あッ！ベートーヴェン Vol.5 交響曲全曲演奏会　第３日　7月29日　神奈川県立音楽堂）
- 指揮＝秋山和慶、大友直人、合唱指揮＝三澤洋史、共演＝佐藤しのぶ、井戸靖子、ライナー・トロースト、アイケ・ヴィルム・シュルテ

2007年
- 指揮＝秋山和慶、合唱指揮＝大谷研二、共演＝佐藤しのぶ、井戸靖子、フェルナンド・フォン・ボートマー、ダニエル・ボロウスキ
- 指揮＝大友直人、合唱指揮＝大谷研二、共演＝森麻季、手嶋眞佐子、佐野成宏、堀内康雄

2008年
- 指揮＝秋山和慶、合唱指揮＝安藤常光、共演＝松本美和子（アンナ・クオから変更）、竹本節子、クリスチャン・エルスナー、アッテイラ・ユン
- 指揮＝大友直人、合唱指揮＝安藤常光、共演＝佐藤しのぶ、井戸靖子、小林祐太郎、三原剛
- 指揮＝飯森範親、合唱指揮＝安藤常光、共演＝澤畑恵美、林美智子、経種廉彦、宮本益光
- 指揮＝西本智実、合唱指揮＝安藤常光、共演＝澤畑恵美、林美智子、経種廉彦、宮本益光
- 指揮＝大友直人、合唱指揮＝安藤常光、共演＝安藤赴美子、手嶋眞佐子、大槻孝志、萩原潤

2009年
- 指揮＝飯森範親、合唱指揮＝安藤常光、共演＝小林沙羅、小林由佳、中嶋克彦、与那城敬（あッ！ベートーヴェン。Vol.8）

- 指揮＝西本智実、合唱指揮＝安藤常光、共演＝田村麻子、池田香織、小原啓楼、与那城敬

- 指揮＝秋山和慶、合唱指揮＝安藤常光、共演＝ヘレン・クォン、渡辺敦子、アッティラ・フェケテ、アッティラ・ユン

2010年
- 指揮＝秋山和慶、合唱指揮＝安藤常光、共演＝アレクサンドラ・ラインプレヒト、清水華澄、ダニエル・キルヒ、アッティラ・ユン

2011年
- 指揮＝秋山和慶、合唱指揮＝堀 俊輔、共演＝光岡暁恵、清水華澄、スコット・マカリスタ、アッティラ・ユン
- オーケストラ＝岩城宏之メモリアル・オーケストラ、指揮＝小林研一郎、共演＝岩下晶子、竹本節子、錦織健、青戸知、武蔵野合唱団、『真夏に第九を歌う会』合唱団　（ベートーヴェンは凄い！第9回 全交響曲連続演奏会2011）

2012年
- 指揮＝秋山和慶、合唱指揮＝安藤常光、共演＝大隅智佳子、清水華澄、カルステン･ズュース、アッティラ･ユン
- 指揮＝大友直人、合唱指揮＝安藤常光、共演＝小林沙羅、増田弥生、福井敬、須藤慎吾

2013年
- 指揮＝秋山和慶、合唱指揮＝安藤常光、共演＝田崎尚美、清水華澄、大槻孝志、ジャック=グレッグ･ベロボ

2014年
- 指揮＝秋山和慶、合唱指揮＝角田綱亮、共演＝コ･ヒョナ、清水華澄、ヴィル･ハルトマン、妻屋秀和

2015年
- 指揮＝秋山和慶、合唱指揮＝辻 裕久、共演＝エヴァ･メイ、清水華澄、西村悟、妻屋秀和

2016年
- 指揮＝秋山和慶、合唱指揮＝小林裕昭、共演＝大村博美、清水華澄、ロバート･ディーン･スミス、妻屋秀和
- 指揮＝井上道義、合唱指揮＝小林裕昭、共演＝小林沙羅、森山京子、西村悟、大山大輔

2017年
- オーケストラ＝シンフォニア・ヴァルソヴィア（ポーランド）、指揮＝リオ・クォクマン、合唱指揮＝福島章恭、共演＝盛田麻央、下園理恵、又吉秀樹、ガスパール・コロン（ラ・フォル・ジュルネ2017）
- 指揮＝秋山和慶、飯森範親、合唱指揮＝三澤洋史、共演＝澤畑恵美、ディミトラ・テオドッシュウ、清水華澄、望月哲也、妻屋秀和

2018年
- 指揮＝秋山和慶、合唱指揮＝安藤常光、共演＝中村恵理、藤村実穂子、西村悟、妻屋秀和

2019年
- 指揮＝ジョナサン･ノット、合唱指揮＝冨平恭平、共演＝ルイーズ･オルダー、ステファニー・イラーニ、サイモン･オニール、シェン・ヤン

2020年
- 第九 4楽章のみ、「アートにエールを！」東京プロジェクト(ステージ型)での配信公開、リスト編曲2台ピアノ版「第九」、指揮、合唱指揮＝冨平恭平、共演＝小埜寺美樹、古瀬安子、伊藤晴、清水華澄、笛田博昭、青山貴

2022年
- 指揮＝秋山和慶、合唱指揮＝冨平恭平、共演＝秦茂子、杉山由紀、村上公太、原田圭
- 指揮＝ジョナサン･ノット、合唱指揮＝冨平恭平、共演＝隠岐彩夏、秋本悠希、小堀勇介、与那城敬

2023年
- オーケストラ＝神奈川フィルハーモニー管弦楽団、指揮＝リオ・クオクマン、合唱指揮＝高橋淳、共演＝種谷典子、島谷尚子、宮里直樹、河野鉄平（ラ・フォル・ジュルネ2023）
- 指揮＝秋山和慶、合唱指揮＝河原哲也、共演＝三宅理恵、小泉詠子、福井敬、妻屋秀和
- 指揮＝ジョナサン･ノット、合唱指揮＝河原哲也、共演＝三宅理恵、金子美香、小堀勇介、与那城敬